# 嚴澤
嚴澤（?—?），四川省重慶府巴縣人，清朝政治人物、同進士出身。

## 生平
光緒三年（1877年），参加丁丑科殿試，登進士三甲第145名。同年五月，經吏部掣簽，授即用知縣。